# Grimper
 (août 2020).
Si vous disposez d'ouvrages ou d'articles de référence ou si vous connaissez des sites web de qualité traitant du thème abordé ici, merci de compléter l'article en donnant les références utiles à sa vérifiabilité et en les liant à la section « Notes et références ».
Grimper est un magazine mensuel français consacré à l'escalade, publié depuis 1994 par Nivéales Médias.